# 天主教特克斯和凱科斯自治傳教區
天主教特克斯和凱科斯自治傳教區（拉丁語：Missio sui iuris Turcensium et Caicensium）是特克斯和凱科斯群島一個羅馬天主教自治傳教區，屬拿騷總教區，牧民工作由紐瓦克總教區負責。
1984年6月10日成立。2010年有教友10,500人，佔轄區總人口28.4%。傳教區下轄兩個堂區，有五名司鐸。傳教區負責神長由紐瓦克總主教兼任，現任為若望·若瑟·邁耶斯主教。